# 2-ブテン
2-ブテン(2-Butene)は、炭素数4のアルケンである。幾何異性体を持つ最も単純なアルケンであり、cis-2-ブテン((Z)-2-ブテン)とtrans-2-ブテン((E)-2-ブテン)の2つの形が存在する。
原油の流動接触分解かエチレンの二量化によって生産される。主な用途はガソリンやブタジエンの製造であるが、水和反応で2-ブタノールにした後、酸化することでメチルエチルケトン溶媒の製造にも用いられる。
シス体は3.7℃、トランス体は0.9℃と沸点が非常に近く、蒸留による2つの異性体の分離は非常に難しい。しかし、殆どの反応で似た挙動を示すため、分離は必要ない場合が多い。典型的な市販の2-ブテンの組成は、70%のシス体と30%のトランス体である。不純物としては、ブタンと1-ブテンが多くて1%以上含まれ、他に少量のイソブテン、ブタジエン、1-ブチン、2-ブチンも含む。